# کرایسلر تی‌سی بر اساس مازراتی

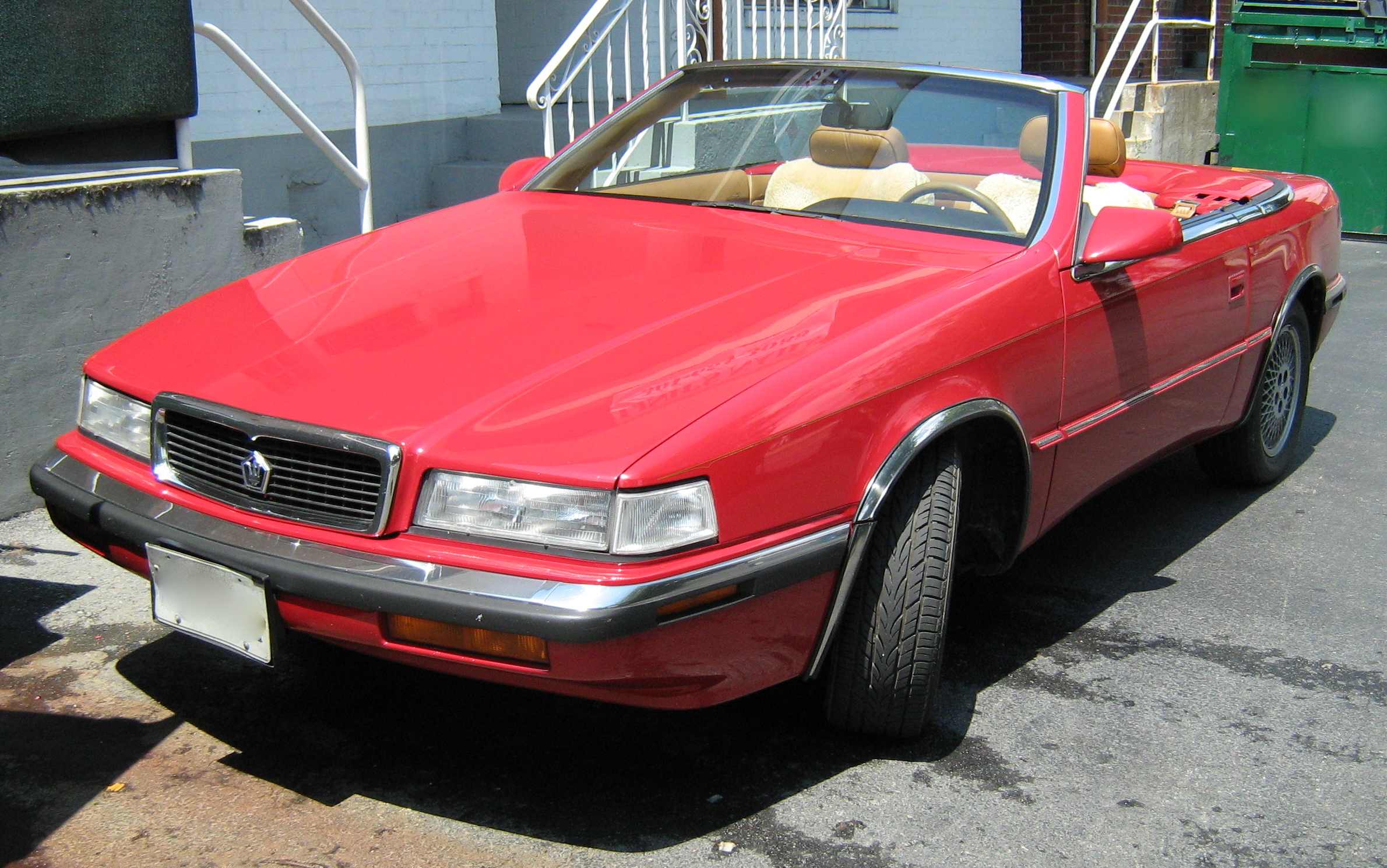

کرایسلر تی‌سی بر اساس مازراتی (Chrysler TC by Maserati) نام یک اتومبیل ساخت شرکت کرایسلر است که در سال‌های ۱۹۸۹ تا ۱۹۹۱ تولید شده‌است.
این خودرو در کلاس خودرو GT قرار گرفته و طراحی آن خودروهای موتور جلو-محور جلو بوده وزن آن در حالت طبیعی ۳٬۰۳۳ پوند (۱٬۳۷۶ کیلوگرم) است. سیستم جعبه‌دندهٔ آن ۴ دنده به دو صورت خودکار و دستی است.